# Uzbekistans Billie Jean King Cup-lag
 Uzbekistans Billie Jean King Cup-lag representerar Uzbekistan i tennisturneringen Billie Jean King Cup, och kontrolleras av Uzbekistans tennisförbund. 

## Historik
Uzbekistan deltog första gången 1995. Bästa resultat är andraplatsen i Asien-Oceaniengruppens Grupp I 2011, då man förlorade playoffmatchen mot Japan.